# Hydroporus melsheimeri
Hydroporus melsheimeri is een keversoort uit de familie waterroofkevers (Dytiscidae). De wetenschappelijke naam van de soort is voor het eerst geldig gepubliceerd in 1917 door Henry Clinton Fall. De soort werd aangetroffen in de Amerikaanse staat Massachusetts. Ze is genoemd naar de Amerikaanse entomoloog Frederick (of Friedrich) Ernst Melsheimer (1782-1873), die onder meer de verwante soort Hydroporus dichrous had beschreven.